# Citation (cheval)
Pour les articles homonymes, voir Citation.
Citation (1945-1970) est un cheval de course pur-sang anglais, fils de Bull Lea et Hydroplane, par Hyperion. Il est né au haras de Calumet Farm, à Lexington, dans le Kentucky. Il fut l'un des plus grands champions américains du XXe siècle, et le premier cheval à dépasser le million de dollars de gains.

## Carrière de courses
Entrainé par Horace Jones et monté par Al Snider, Citation réalisa une année de 2 ans presque parfaite, cumulant huit victoires et une seconde place en neuf sorties, devant son unique défaite à la meilleure pouliche de 2 ans de l'année, sa compagne d'entraînement Bewitch, elle aussi fille de Bull Lea. Ce parcours jalonné de succès notamment dans les Futurity Stakes et les Pimlico Futurity lui valut déjà le titre de champion des 2 ans en 1947.

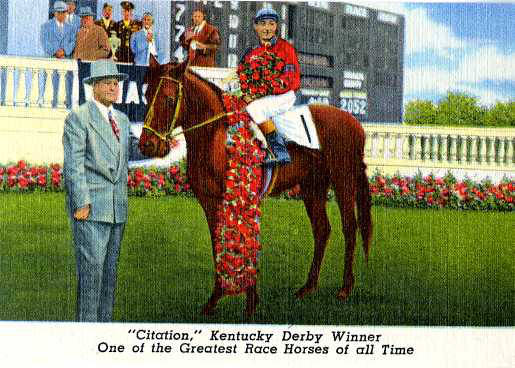

À trois ans, il fait davantage que confirmer son leadership, puisqu'il commence son année en battant Armed, cheval de l'année 1947. Commence le chemin préparatoire menant à la triple couronne. Mais après une autre victoire, Al Snider, le jockey du champion, meurt accidentellement par noyade et il est remplacé par Eddie Arcaro, déjà vainqueur de la triple couronne en 1941 avec Whirlaway. Cela ne change rien à la carrière triomphale de Citation, qui s'adjuge coup sur coup le Kentucky Derby, les Preakness Stakes et les Belmont Stakes, devenant le 8e vainqueur de la triple couronne de l'histoire. Mais il ne se limite pas à cet exploit, courant beaucoup, et toujours avec succès : à la fin de son année de 3 ans, il possède une musique phénoménale : 27 victoires et deux secondes places en 29 apparitions. À la fin de l'année, après notamment un walk-over dans le Pimlico Special qui résume bien combien sa suprématie, il cumule naturellement les titres de meilleur 3 ans et de cheval de l'année, une élection remportée à la quasi-unanimité des voix, avec 161 voix sur 163 possibles.
1949 restera cependant une année blanche, une grave blessure empêchant Citation de se produire en course. Avec le palmarès qui était le sien, n'ayant plus rien à prouver, le cheval aurait pu se retirer. Mais son entourage décide de lui faire faire un improbable come-back. Il parachève alors une série de 16 victoires consécutives, un record qui allait seulement être égalé 46 ans plus tard, par le crack Cigar. Néanmoins, alors que l'on veut faire de lui le premier cheval à dépasser la barre du million de dollars de gains, il doit baisser pavillon devant l'Anglais Noor, qui le devance à quatre reprises et bat de nombreux records du monde de vitesse. Il ne gagne plus en 1950, mais obtient en tout, outre ses deux victoires initiales, sept accessits pour un total de neuf courses. Toujours désireux de faire de lui le premier cheval millionnaire, ses propriétaires continuent à le faire courir en 1951, où il s'impose à trois reprises. Quand il se retire après un ultime succès dans la Hollywood Gold Cup (prenant sa revanche sur sa vieille rivale Bewitch), c'est avec un titre de  cheval d'âge de l'année et des gains s'élevant à 1,085 million de dollars, pour un bilan final de 32 victoires et 12 places en 45 courses.
Considéré comme l'un des meilleurs chevaux de l'histoire, Citation entre au Hall of Fame des courses américaines en 1959. Rapidement, une course est créée pour lui rendre hommage, l'important Citation Handicap. Une statue grandeur nature est érigée à l'entrée du Hialeah Park Race Track, un hippodrome de Floride (elle apparaît dans le film Le Parrain II, lorsque le personnage de Michael Corleone se rend à Miami pour voir Hyman Roth). Citation a également donné son nom à une ligne de jets privés, les Cessna Citation. En 1999, Citation complète, derrière Man O'War et Secretariat, le podium des 100 chevaux américains du XXe siècle, classement établi par le magazine Blood-Horse. 

### Résumé de carrière
| Date         | Hippodrome      | Pays        | Course                       | Distance    | Jockey      | Place       | Écart       | Vainqueur ou deuxième |
| 1947, 2 ans  | 1947, 2 ans     | 1947, 2 ans | 1947, 2 ans                  | 1947, 2 ans | 1947, 2 ans | 1947, 2 ans | 1947, 2 ans | 1947, 2 ans           |
| ------------ | --------------- | ----------- | ---------------------------- | ----------- | ----------- | ----------- | ----------- | --------------------- |
| 22 avril     | Havre de Grace  | États-Unis  | Maiden                       | 900 m       | A. Snyder   | 1er / 11    | 1/2         | Sunday Beau           |
| 3 mai        | Pimlico         | États-Unis  | Allowance                    | 1 000 m     | A. Snyder   | 1er / 6     | 3 ½         | Newsweekly            |
| 21 mai       | Havre de Grace  | États-Unis  | Allowance                    | 1 000 m     | A. Snyder   | 1er / 6     | 1 ¾         | Little Tony           |
| 24 juillet   | Arlington Park  | États-Unis  | Allowance                    | 1 000 m     | D. Dozon    | 1er / 8     | 1/2         | Kandy Comfort         |
| 30 juillet   | Washington Park | États-Unis  | Elementary Stakes            | 1 200 m     | D. Dozon    | 1er / 10    | 1           | Salmagundi            |
| 16 août      | Washington Park | États-Unis  | Washington Futurity          | 1 200 m     | S. Brooks   | 2e / 10     | 1           | Bewitch               |
| 30 septembre | Belmont Park    | États-Unis  | Futurity Trial               | 1 200 m     | A. Snyder   | 1er / 14    | 1           | Gasparilla            |
| 4 octobre    | Belmont Park    | États-Unis  | Futurity Stakes              | 1 300 m     | A. Snyder   | 1er / 14    | 3           | Whirling Fox          |
| 8 novembre   | Pimlico         | États-Unis  | Pimlico Futurity             | 1 700 m     | D. Dozon    | 1er / 5     | 1 ½         | Better Self           |
| 1948, 3 ans  |                 |             |                              |             |             |             |             |                       |
| 2 février    | Hialeah Park    | États-Unis  | Allowance                    | 1 200 m     | A. Snyder   | 1er / 7     | 1           | Kitche Police         |
| 11 février   | Hialeah Park    | États-Unis  | Seminole Handicap            | 1 400 m     | A. Snyder   | 1er / 9     | 1           | Delegate              |
| 18 février   | Hialeah Park    | États-Unis  | Everglades Handicap          | 1 800 m     | A. Snyder   | 1er / 3     | 1           | Hypnos                |
| 28 février   | Hialeah Park    | États-Unis  | Flamingo Stakes              | 1 800 m     | A. Snyder   | 1er / 7     | 6           | Big Deal              |
| 12 avril     | Havre de Grace  | États-Unis  | Chesapeake Trial             | 1 200 m     | E. Arcaro   | 2e / 6      | 1           | Saggy                 |
| 17 avril     | Havre de Grace  | États-Unis  | Chesapeake Stakes            | 1 700 m     | E. Arcaro   | 1er / 4     | 4 ½         | Bovard                |
| 27 avril     | Churchill Downs | États-Unis  | Derby Trial                  | 1 600 m     | E. Arcaro   | 1er / 4     | 1 ¼         | Escadru               |
| 1er mai      | Churchill Downs | États-Unis  | Kentucky Derby               | 2 000 m     | E. Arcaro   | 1er / 6     | 3 ½         | Coaltown              |
| 15 mai       | Pimlico         | États-Unis  | Preakness Stakes             | 1 900 m     | E. Arcaro   | 1er / 4     | 5 ½         | Vulcan's Forge        |
| 29 mai       | Garden State    | États-Unis  | Jersey Stakes                | 2 000 m     | E. Arcaro   | 1er / 5     | 11          | Macbeth               |
| 12 juin      | Belmont Park    | États-Unis  | Belmont Stakes               | 2 400 m     | E. Arcaro   | 1er / 8     | 8           | Better Self           |
| 5 juillet    | Arlington Park  | États-Unis  | Stars & Stripes Handicap     | 1 800 m     | E. Arcaro   | 1er / 9     | 2           | Eternal Reward        |
| 21 août      | Washington Park | États-Unis  | Allowance                    | 1 200 m     | N. Pearson  | 1er / 4     | 2 ½         | King Rhymer           |
| 28 août      | Washington Park | États-Unis  | American Derby               | 2 000 m     | E. Arcaro   | 1er / 5     | 1           | Free America          |
| 29 septembre | Belmont Park    | États-Unis  | Sysonby Mile Stakes          | 1 600 m     | E. Arcaro   | 1er / 6     | 3           | First Flight          |
| 2 octobre    | Belmont Park    | États-Unis  | Jockey Club Gold Cup         | 3 200 m     | E. Arcaro   | 1er / 7     | 7           | Phalanx               |
| 16 octobre   | Belmont Park    | États-Unis  | Empire City Gold Cup         | 2 600 m     | E. Arcaro   | 1er / 9     | 2           | Phalanx               |
| 29 octobre   | Pimlico         | États-Unis  | Pimlico Special              | 1 900 m     | E. Arcaro   | 1er / 1     | walk-over   | walk-over             |
| 17 novembre  | Tanforan        | États-Unis  | Allowance                    | 1 200 m     | E. Arcaro   | 1er / 5     | 1 ½         | Bold Gallant          |
| 11 décembre  | Tanforan        | États-Unis  | Tanforan Handicap            | 2 000 m     | E. Arcaro   | 1er / 7     | 5           | Stepfather            |
| 1950, 4 ans  |                 |             |                              |             |             |             |             |                       |
| 11 janvier   | Santa Anita     | États-Unis  | Allowance                    | 1 200 m     | S. Brooks   | 1er / 4     | 1 ½         | Bold Gallant          |
| 26 janvier   | Santa Anita     | États-Unis  | Handicap Race                | 1 200 m     | S. Brooks   | 2e / 6      | enc.        | Miche                 |
| 11 février   | Santa Anita     | États-Unis  | San Antonio Handicap         | 1 800 m     | E. Arcaro   | 2e / 9      | 1           | Ponder                |
| 25 février   | Santa Anita     | États-Unis  | Santa Anita Handicap         | 2 000 m     | E. Arcaro   | 2e / 11     | 1 ¼         | Noor                  |
| 4 mars       | Santa Anita     | États-Unis  | San Juan Capistrano Handicap | 2 800 m     | E. Arcaro   | 2e / 8      | nez         | Noor                  |
| 17 mars      | Golden Gate     | États-Unis  | Allowance                    | 1 200 m     | G. Grisson  | 2e / 6      | 3/4         | Roman In              |
| 3 juin       | Golden Gate     | États-Unis  | Golden Gate Mile Handicap    | 1 600 m     | S. Brooks   | 1er / 6     | 3/4         | Bolero                |
| 17 juin      | Golden Gate     | États-Unis  | 49ers Handicap               | 1 800 m     | S. Brooks   | 2e / 5      | enc.        | Noor                  |
| 24 juin      | Golden Gate     | États-Unis  | Golden Gate Handicap         | 2 000 m     | S. Brooks   | 2e / 6      | 3           | Noor                  |
| 1951, 5 ans  |                 |             |                              |             |             |             |             |                       |
| 18 avril     | Bay Meadows     | États-Unis  | Allowance                    | 1 200 m     | S. Brooks   | 3e / 6      | 1           | A Lark                |
| 26 avril     | Bay Meadows     | États-Unis  | Allowance                    | 1 200 m     | S. Brooks   | 3e / 5      | 2 ¼         | Pancho Supreme        |
| 11 mai       | Hollywood Park  | États-Unis  | Premiere Handicap            | 1 200 m     | S. Brooks   | 5e / 10     | 2 ¾         | Special Touch         |
| 30 mai       | Hollywood Park  | États-Unis  | Argonaut Handicap            | 1 700 m     | F.A. Smith  | 2e / 10     | 3           | Be Fleet              |
| 14 juin      | Hollywood Park  | États-Unis  | Handicap Race                | 1 600 m     | S. Brooks   | 1er / 5     | 1/2         | Be Fleet              |
| 4 juillet    | Hollywood Park  | États-Unis  | American Handicap            | 1 800 m     | S. Brooks   | 1er / 8     | 1/2         | Bewitch               |
| 14 juillet   | Hollywood Park  | États-Unis  | Hollywood Gold Cup           | 2 000 m     | S. Brooks   | 1er / 10    | 4           | Bewitch               |

## Au haras
Citation retrouve Calumet Farms pour y fonctionner comme étalon. Il donnera la championne Silver Spoon et un lauréat des Preakness Stakes, Fabius. Mais ses performances de reproducteur furent loin de combler les attentes, eu égard à sa carrière. 
Mort en août 1970, il est enterré à Calumet Farms. 

## Origines
Citation est un fils du grand Bull Lea, l'un des plus grands étalons du siècle. Sa mère, une fille de Hyperion, est une jument britannique importée à Calumet Farm en 1941. 

### Pedigree
| Origines de Citation (USA), mâle bai né en 1945 | Origines de Citation (USA), mâle bai né en 1945 | Origines de Citation (USA), mâle bai né en 1945 | Origines de Citation (USA), mâle bai né en 1945 |
| ----------------------------------------------- | ----------------------------------------------- | ----------------------------------------------- | ----------------------------------------------- |
| Père Bull Lea                                   | Bull Dog                                        | Teddy                                           | Ajax                                            |
| Père Bull Lea                                   | Bull Dog                                        | Teddy                                           | Rondeau                                         |
| Père Bull Lea                                   | Bull Dog                                        | Plucky Liege                                    | Spearmint                                       |
| Père Bull Lea                                   | Bull Dog                                        | Plucky Liege                                    | Concertina                                      |
| Père Bull Lea                                   | Rose Leaves                                     | Ballot                                          | Voter                                           |
| Père Bull Lea                                   | Rose Leaves                                     | Ballot                                          | Cerito                                          |
| Père Bull Lea                                   | Rose Leaves                                     | Colonial                                        | Trenton                                         |
| Père Bull Lea                                   | Rose Leaves                                     | Colonial                                        | Thankful Blossom                                |
| Mère Hydroplane                                 | Hyperion                                        | Gainsborough                                    | Bayardo                                         |
| Mère Hydroplane                                 | Hyperion                                        | Gainsborough                                    | Rosedrop                                        |
| Mère Hydroplane                                 | Hyperion                                        | Selene                                          | Chaucer                                         |
| Mère Hydroplane                                 | Hyperion                                        | Selene                                          | Serenissima                                     |
| Mère Hydroplane                                 | Toboggan                                        | Hurry On                                        | Marcovil                                        |
| Mère Hydroplane                                 | Toboggan                                        | Hurry On                                        | Tout Suite                                      |
| Mère Hydroplane                                 | Toboggan                                        | Glacier                                         | St. Simon                                       |
| Mère Hydroplane                                 | Toboggan                                        | Glacier                                         | Glasalt (famille 3-l)                           |